# Драммонд, Тимоти
Тимоти Драммонд (англ. Timothy Drummond, 5 марта 1988, Кейптаун, ЮАР) — южноафриканский хоккеист (хоккей на траве), полузащитник. Двукратный чемпион Африки 2013 и 2017 годов.

## Биография
Тимоти Драммонд родился 5 марта 1988 года в южноафриканском городе Кейптаун.
Окончил колледж Хилтон и университет Южной Африки по финансовому направлению.
Играл в хоккей на траве в ЮАР за «Квазулу-Натал Коастал Рэйдерс» из Дурбана, в Нидерландах за «Стихтисе» из Билтховена. Сейчас выступает за «Клейн Звитсерланд».
В 2012 году вошёл в состав сборной ЮАР по хоккею на траве на летних Олимпийских играх в Лондоне, занявшей 11-е место. Играл на позиции полузащитника, провёл 6 матчей, забил 1 мяч в ворота сборной Индии.
Дважды в составе сборной ЮАР выигрывал золотые медали чемпионата Африки — в 2013 году в Найроби и в 2017 году в Исмаилии.
В 2014 году участвовал в хоккейном турнире Игр Содружества в Глазго.
Дважды участвовал в чемпионатах мира: в 2014 году в Гааге и в 2018 году в Бхубанешваре.
Также играл за Квазулу-Натал в крикет, провёл 29 первоклассных матчей.